# Anima Christi
Anima Christi (en castellano «Alma de Cristo») es una oración tradicional medieval de la  Iglesia católica dirigida hacia Jesucristo. Compuesta en el siglo XIV o antes, esta oración busca una intensa unión mística con la persona divina de Jesús y forma parte de las oraciones de acción de gracias después de recibir el Cuerpo eucarístico de Cristo. La secuencia de frases del «Anima Christi» tiene asociaciones ricas con conceptos católicos relacionados con la Eucaristía (Cuerpo y Sangre de Cristo), el bautismo (agua) y la Pasión de Jesús (llagas de Jesucristo).

## Texto de la oración
| Texto en latín | Texto castellano |
| --- | --- |
| Anima Christi, sanctifica me. Corpus Christi, salva me. Sanguis Christi, inebria me. Aqua lateris Christi, lava me. Passio Christi, conforta me. O bone Iesu, exaudi me. Intra tua vulnera absconde me. Ne permittas me separari a te. Ab hoste maligno defende me. In hora mortis meae voca me. Et iube me venire ad te, ut cum Sanctis tuis laudem te, in saecula saeculorum. Amen | Alma de Cristo, santifícame. Cuerpo de Cristo, sálvame. Sangre de Cristo, embriágame. Agua del costado de Cristo, lávame. Pasión de Cristo, confórtame. ¡Oh, buen Jesús, óyeme! Dentro de tus llagas, escóndeme. No permitas que me aparte de ti. Del enemigo maligno, defiéndeme. En la hora de mi muerte, llámame y mándame ir a ti, para que con tus santos te alabe, por los siglos de los siglos. Amén |

## Orígenes y autor
El origen de esta oración es incierto, pero se supone que pudo haber sido compuesta en el siglo XIV. Hay aproximadamente veinte manuscritos de aquel siglo que la contienen. Un manuscrito del Museo Británico (ms. Harley 2253), datado c. 1340, contiene esta oración en una versión diferente. Ya en aquel siglo aparece traducida al alemán, al francés y al italiano. Fue atribuida diversamente a santo Tomás de Aquino, al papa Juan XXII, al Beato Bernardino de Feltre y a san Ignacio de Loyola. El manuscrito más antiguo conservado coincide con el pontificado del Papa de Aviñón Juan XXII. En diversos manuscritos se atribuía la autoría a este papa por haber otorgado al rezo de la oración tres mil días de indulgencias; esto contribuyó a su popularidad. En la biblioteca de Aviñón se conserva un libro de oración del cardenal beato Pedro de Luxemburgo, quién murió en 1387, que contiene el Anima Christi en una forma muy similar a la actual. También ha sido encontrada en una inscripción en el patio de las doncellas del Alcázar de Sevilla de la época de Pedro I de Castilla.

## San Ignacio de Loyola
La oración Anima Christi consiguió una renovada difusión gracias a san Ignacio de Loyola por haberla prescrito en algunas meditaciones de sus Ejercicios Espirituales. En ediciones impresas posteriores de los Ejercicios se añadió el texto del Anima Christi, con el fin de facilitar su recitación por parte de los ejercitantes, y esto llevó a la suposición popular de que fue compuesta por el santo. El Anima Christi se encontraba en libros de oración que utilizaba san Ignacio en su juventud.

## Indulgencia
El Enchiridion Indulgentiarum de 2004 concede la indulgencia parcial a los fieles de Cristo que rezan el Anima Christi después de haber recibido la Comunión.

## Versiones musicales
- Jean-Baptiste Lully compuso un Motete con el texto del Anima Christi.
- Franz Liszt compuso una versión en 1874 para coro masculino con órgano.
- El compositor católico Marco Frisina compuso una versión coral para cuatro voces en el año 2000.
- El grupo coral Libera lo incorporó a su álbum Forever[4] (2023).